# 2006年の日本プロ野球
2006年の日本プロ野球（2006ねんのにほんぷろやきゅう）では、2006年の日本プロ野球（NPB）における動向をまとめる。

## できごと

### 1月
- 1月1日 - オリックス・バファローズは二軍チームをサーパス神戸から「サーパス」に変更[1]
- 1月5日
  - 豊田清の読売ジャイアンツへのFA移籍に伴う人的補償として、西武ライオンズが江藤智の獲得を発表。背番号は33[2]。
  - 巨人がフロリダ・マーリンズのジョー・ディロンの入団を発表。背番号は5[3]。また、昨年11月に入団が発表された新外国人選手のゲーリー・グローバーの背番号が46に決定した[3]。
- 1月10日
  - 野球体育博物館は、2006年度の野球殿堂表彰者を発表。競技者表彰では門田博光、高木守道、山田久志。特別表彰では川島廣守と豊田泰光が選出された[4]。
  - ヤクルトは12球団オーナーの4分の3以上の承認を得たため、球団呼称を「東京ヤクルトスワローズ」に変更したと発表[5]。
- 1月12日 - 西武がセントルイス・カージナルス傘下のAAA級メンフィス・レッドバーズのクリストファー・ギッセルの獲得を発表。背番号は34[6]。
- 1月23日
  - 北海道日本ハムファイターズを自由契約としていた岩本勉が現役引退を表明[7]。
  - 日本ハムがシカゴ・カブスのホセ・マシーアスの獲得を発表。背番号は9[8]。
- 1月27日 - オリックスが前千葉ロッテマリーンズのダン・セラフィニの獲得を発表。背番号は29[9]。
- 1月30日 - 巨人の高橋由伸が、日本テレビの小野寺麻衣アナウンサーとの結婚を発表[10]。また、阪神タイガースの鳥谷敬もこの日結婚を発表[11]。

### 3月
- 3月25日 - パシフィック・リーグのこの日の試合観客動員が10万6692人で、実数に近い形での発表となった2005年以降では最多[1]
- 3月29日 - オリックスの吉井理人が対東北楽天ゴールデンイーグルス戦（フルキャスト宮城）で5回を投げ勝利投手となり、史上5人目の全球団から勝利を達成[12][13]

### 4月
- 4月1日 - ロッテが千葉マリンスタジアムの指定管理者となる[14]
- 4月2日 - 日本ハムのフェルナンド・セギノールが対オリックス戦でNPB史上244人目の通算100本塁打[15]
- 4月3日 - プロ野球実行委員会は西武ライオンズの親会社のコクドとプリンスホテルの合併により、親会社がプリンスホテルとなることを承認[1]
- 4月4日 - 巨人の高橋由伸が対ヤクルト戦でNPB史上86人目の通算200本塁打[15]
- 4月5日 - 阪神の下柳剛が対広島東洋カープ戦でNPB史上77人目の通算500試合登板[15]
- 4月6日 - 広島の黒田博樹が対阪神戦でNPB史上117人目の通算1000奪三振[15]
- 4月7日
  - 横浜ベイスターズの川村丈夫が対阪神戦でNPB史上305人目の通算1000投球回[15]
  - 中日の立浪和義が対巨人戦（ナゴヤドーム）の1対1で迎えた9回裏1死満塁の場面で上原浩治からセ・リーグ史上2人目の通算2度目のサヨナラ満塁本塁打[16]
- 4月9日
  - 中日の福留孝介が対巨人戦でNPB史上140人目の通算150本塁打[15]
  - 阪神の金本知憲が対横浜戦（大阪ドーム）で904試合連続フルイニング出場の世界記録を達成[17]
- 4月12日 - 横浜の門倉健が対ヤクルト戦でNPB史上118人目の通算1000奪三振[15]
- 4月14日 - 阪神の井川慶が対広島戦でNPB史上119人目の通算1000奪三振[15]
- 4月15日
  - 巨人の小坂誠が対横浜戦でNPB史上239人目の通算1000安打[15]
  - 日本ハムは対福岡ソフトバンクホークス戦で先発の八木智哉が10回まで無安打無得点とし、この後、武田久、MICHEALと継投で12回を1対0で継投でノーヒットノーラン達成 [1]
  - 西武の江藤智が対ロッテ戦でNPB史上19人目の通算350本塁打[15]
- 4月22日 - ソフトバンクの柴原洋が対オリックス戦でNPB史上409人目の通算1000試合出場[15]
- 4月24日 - 日本ハムが糸井嘉男を投手から外野手に転向させることを決定した[18]。
- 4月28日
  - 楽天の礒部公一が対ロッテ戦でNPB史上240人目の通算1000安打[15]
  - ソフトバンクの松中信彦が対日本ハム戦でNPB史上410人目の通算1000試合出場[15]
- 4月30日 - 巨人の二岡智宏が対中日戦でNPB史上初の2打席連続満塁本塁打とセ・リーグタイ記録の1試合10打点。1試合2満塁本塁打は1951年の飯島滋弥以来史上2人目[19]

### 5月
- 5月2日 - 横浜の石井琢朗が対中日戦でNPB史上38人目の通算1000三振[15]
- 5月4日 - 広島の佐々岡真司が対ヤクルト戦（明治神宮野球場）でNPB史上2人目の先発100勝、100セーブ[20]。
- 5月5日 - セ・リーグ審判員の上本孝一が心筋梗塞で急死[21]
- 5月6日
  - ソフトバンクのフリオ・ズレータが対西武戦でNPB史上245人目の通算100本塁打[15]
  - ソフトバンクの松中信彦が対ヤクルト戦でNPB史上48人目の通算250本塁打[15]
  - 西武の西口文也が対ソフトバンク戦でNPB史上46人目の通算1500奪三振[15]
- 5月9日 - 横浜の三浦大輔が対楽天戦でNPB史上119人目の通算100勝[15]
- 5月11日
  - 横浜の石井琢朗が対楽天戦でNPB史上34人目の通算2000安打[15]
  - 同月9日からの日本ハム対中日3連戦（札幌ドーム）はいずれもパ・リーグ史上3度目、交流戦では初の同一カード3連戦で3連続延長戦。試合は9日が延長10回に3対2で日本ハムがサヨナラで、10日は延長4対3で中日、この日は延長10回4対3で日本ハムがサヨナラでそれぞれ勝利した[22]
- 5月20日 - 西武は対横浜戦（横浜）が7回裏2死で降雨コールドとなり、同月18日の対広島戦（8回表終了時）と前日の対横浜戦（8回裏無死）に続いて、NPB史上初の3試合連続コールドゲーム[22]
- 5月21日
  - オリックスの清原和博が対阪神戦でNPB史上8人目の通算1500打点[15]
  - 楽天のホセ・フェルナンデスが対巨人戦でNPB史上246人目の通算100本塁打[15]
  - ヤクルト対ソフトバンク戦（神宮）の試合終了時間が翌日の午前0時21分となる。パ・リーグチームによる2日がかりの試合は初 [1]
- 5月23日
  - ヤクルトは対楽天戦（神宮）に13対4で勝利し、セ・リーグ新記録の月間7度目の2桁得点[23]
  - ロッテは新外国人選手のマット・ワトソンの入団を発表。背番号は19[24]。
  - ロッテの川井貴志と楽天の新里賢の交換トレードが両球団から発表された[25]。
- 5月25日 - ヤクルトのリック・ガトームソンが対楽天戦（神宮）でNPB史上72人目のノーヒットノーランを達成[23]
- 5月26日 - オリックスの清原和博が対横浜戦でNPB史上12人目の通算4000塁打[15]
- 5月27日 - オリックスは対横浜戦で清原和博がNPB史上13人目の3点差からの逆転サヨナラ満塁本塁打でサヨナラ勝利[26]

### 6月
- 6月2日 - 広島の新井貴浩が対ロッテ戦でNPB史上141人目の通算150本塁打[15]
- 6月4日
  - ヤクルトの古田敦也が対オリックス戦でNPB史上33人目の通算1000得点[15]
  - 巨人対西武戦（東京ドーム）は、巨人の清水隆行が前日の同戦に続いてセ・リーグ史上10人目の2試合連続サヨナラ打（前日は本塁打、この日は犠打）[16]
- 6月7日 - ロッテの小林雅英がNPB史上初の6年連続20セーブ[14]
- 6月14日 - 中日の福留孝介が対西武戦でNPB史上241人目の通算1000安打[15]
- 6月16日
  - 西武の松坂大輔が対横浜戦でNPB史上120人目の通算100勝[15]
  - 日本ハムのSHINJOが対広島戦でNPB史上87人目の通算200本塁打[15]
- 6月18日 - 横浜の三浦大輔が対西武戦でNPB史上47人目の通算1500奪三振[15]
- 6月20日
  - 阪神の牧野塁と楽天の坂克彦が交換トレード[17]
  - セ・パ交流戦は2年連続ロッテが優勝達成[14]
- 6月28日 - 巨人は、元阪神で同シーズンはリーガ・メヒカーナ・デ・ベイスボルでプレーしているジョージ・アリアスの獲得を発表。背番号は91[27]。

### 7月
- 7月1日 - 大阪ドームは「京セラドーム」に改称[1]
- 7月4日 - 西武の和田一浩が対ソフトバンク戦でNPB史上142人目の通算150本塁打[15]
- 7月5日
  - 阪神の金本知憲が対横浜戦でNPB史上45人目の通算300二塁打[15]
  - 中日の監督落合博満が巨人戦で遅延行為で退場処分となり、落合退場後は野手総合チーフコーチの高代延博が監督代行を務めた[28]。
- 7月8日
  - 中日の谷繁元信が対ヤクルト戦でNPB史上90人目の通算1500安打[15]
  - 日本ハムの稲葉篤紀が対西武戦でNPB史上143人目の通算150本塁打[15]
- 7月11日 - 阪神の藤川球児がセ・リーグ新記録の38試合連続無失点と球団新記録の47回2/3イニング無失点[17]
- 7月12日 - 阪神の金本知憲が対広島戦でNPB史上20人目の通算350本塁打[15]
- 7月14日 - 阪神の岡田彰布がNPB史上69人目の監督で200勝[17]
- 7月17日 - ヤクルトの岩村明憲が対広島戦でNPB史上242人目の通算1000安打[15]
- 7月19日 - 西武の江藤智が対ソフトバンク戦でNPB史上88人目の通算1500安打[15]
- 7月26日 - 中日の谷繁元信が対阪神戦でNPB史上36人目の通算2000試合出場[15]
- 7月30日 - 中日の岩瀬仁紀が対巨人戦でNPB史上17人目の通算100セーブ[15]

### 8月
- 8月1日 - 楽天の山﨑武司が対ソフトバンク戦でNPB史上39人目の通算1000三振[15]
- 8月3日
  - 中日のタイロン・ウッズが対横浜戦でNPB史上144人目の通算150本塁打[15]
  - 中日の川上憲伸が対横浜戦でNPB史上120人目の通算1000奪三振[15]
- 8月5日 - 楽天の山﨑武司が対西武戦でNPB史上49人目の通算250本塁打[15]
- 8月11日 - 巨人のジェレミー・パウエルが対広島戦でNPB史上306人目の通算1000投球回[15]
- 8月15日 - 中日の井上一樹が対広島戦でNPB史上411人目の通算1000試合出場[15]
- 8月18日
  - ロッテの小林雅英が対日本ハム戦でNPB史上3人目の通算200セーブ[15]
  - 広島の黒田博樹が対横浜戦でNPB史上157人目の通算1500投球回[15]
  - 巨人の高橋由伸が対中日戦でNPB史上412人目の通算1000試合出場[15]
- 8月22日 - 広島の前田智徳が対阪神戦でNPB史上40人目の通算3000塁打[15]
- 8月25日 - 巨人の上原浩治が対阪神戦でNPB史上121人目の通算100勝[15]
- 8月29日
  - 阪神の金本知憲が対中日戦でNPB史上12人目の通算1000四球[15]
  - ロッテは対ソフトバンク戦（千葉マリン）で10奪三振（試合は0対12で敗戦）として、同月23日の対西武戦からパ・リーグ新記録の6試合連続2桁奪三振[22]。
- 8月30日 - オリックスの水口栄二が対西武戦でNPB史上146人目の通算1500試合出場[15]

### 9月
- 9月2日 - ロッテの清水直行が対オリックス戦でNPB史上307人目の通算1000投球回[15]
- 9月5日 - 楽天の吉田豊彦が対オリックス戦でNPB史上32人目の通算600試合登板[15]
- 9月9日 - 中日の山本昌が対広島戦でNPB史上18人目の通算2000奪三振[15]
- 9月18日
  - オリックスの塩崎真が対ロッテ戦でNPB史上413人目の通算1000試合出場[15]
  - 中日の奈良原浩が対横浜戦でNPB史上147人目の通算1500試合出場[15]
- 9月19日 - ロッテの諸積兼司が今季限りでの引退を表明[29]。
- 9月22日
  - 楽天の飯田哲也が対西武戦でNPB史上148人目の通算1500試合出場[15]
  - 日本ハムがコリー・リーとフェリックス・ディアスに戦力外通告[30]。
- 9月23日 - 巨人の小久保裕紀が対阪神戦でNPB史上40人目の通算1000三振[15]
- 9月25日 - 高校生を対象としたプロ野球ドラフト会議が開催[31]
- 9月26日 - 楽天が金田政彦、玉木重雄、戸叶尚、矢野英司、佐藤和宏、酒井忠晴、益田大介に戦力外通告[32]。
- 9月29日
  - 日本ハムが井場友和、横山道哉、矢野諭、佐々木貴賀、岩下修壱、森章剛に戦力外通告。井場、横山、佐々木は現役続行を希望している[33]。
  - 楽天の飯田哲也が今季限りでの現役引退を表明[34]。

### 10月
- 10月1日
  - パシフィック・リーグ公式戦の全日程が終了[35]。
  - 広島が苫米地鉄人、天野浩一、玉山健太、飯田宏行、福井敬治に戦力外通告。苫米地、天野、福井は現役続行を希望している[36]。
- 10月2日
  - 巨人が原俊介、佐藤宏志、伊達昌司、南和彰、黒田哲史、大須賀允、十川雄二、育成選手の平岡政樹、横川雄介の計9選手に戦力外通告。このうち、十川については育成選手して再契約することを検討している[37]。
  - ロッテが垣内哲也、喜多隆志、井上純、杉原洋、瑞季に戦力外通告[38]。
  - 楽天が松本匡史ヘッドコーチ、鹿島忠投手コーチ、山下和彦二軍バッテリーコーチの退任を発表[39]。
- 10月3日
  - 阪神は対ヤクルト戦（神宮）に勝利し、球団史上初の2年連続80勝[17]
  - 日本ハムが岡本哲史二軍監督の退任を発表[40]。
  - ソフトバンクが芝草宇宙、北野良栄、榎本敏孝に戦力外通告[41]。
- 10月4日
  - ヤクルト対阪神戦（神宮）で阪神の矢野輝弘がNPB史上246人目の通算100本塁打[15]。ヤクルトの青木宣親がセ・リーグ初の2年連続180安打[23]
  - 巨人の大西崇之が今季限りでの現役引退を表明[42]。
  - ロッテが寺本四郎と林孝哉の任意引退を発表[43]。
- 10月7日
  - ヤクルトの高津臣吾が対広島戦（神宮）で日米通算300セーブ[23]
  - 日本ハムが吉崎勝に戦力外通告[44]。
- 10月9日 - ソフトバンクの大村直之が対西武戦でNPB史上89人目の通算1500安打[15]
- 10月10日
  - 中日が対巨人戦（東京ドーム）で9対3で勝利し、2年ぶりにセ・リーグ優勝達成[45]。中日の上田佳範がNPB史上414人目の通算1000試合出場[15]
  - ヤクルトは対広島戦（神宮）の5回裏、先頭打者から9者連続安打を放ち、四死球、犠打を挟まない1イニング連続安打のセ・リーグタイ記録、この回の1イニング11安打は球団タイ記録[23]
  - 阪神の片岡篤史が今季限りでの現役引退を表明[46]。
  - ヤクルトの土橋勝征と山部太が現役引退を発表[47]。
- 10月13日 - 阪神の町田公二郎が今季限りでの現役引退を表明。来季からは二軍コーチに就任[48]。
- 10月23日 - 巨人が堀田一郎の任意引退を発表[49]。
- 10月26日 - 日本シリーズの第5戦（札幌ドーム）が行われ、日本ハムが中日に4対1で勝利し4勝1敗で44年ぶりに日本シリーズ優勝達成[50]
- 10月29日 - 日本ハムが坪井智哉に戦力外通告[51]。
- 10月30日
  - 中日の落合英二と奈良原浩が今季限りでの現役引退を発表[52]。
  - 日本ハムがホセ・マシーアスに戦力外通告[53]。また、マイク・ブラウン投手コーチの退団を発表[54]。
  - 楽天が巨人から戦力外通告を受けていた佐藤宏志を無償トレードで獲得したと発表[55]。
  - 今季まで楽天に所属した玉木重雄が巨人の二軍投手コーチ補佐に就任すると発表[56]。

### 11月
- 11月6日
  - 巨人の仁志敏久と横浜の小田嶋正邦の交換トレードが両球団から発表された。横浜からは小田嶋プラス金銭のトレードとなる[57]。
  - 中日がアレックス・オチョアと来季の契約を結ばないことを発表[58]。
- 11月7日 - オリックスの谷佳知と巨人の鴨志田貴司、長田昌浩の1対2の交換トレードが両球団から発表された[59]。
- 11月11日 - ソフトバンクがFA宣言していた巨人の小久保裕紀と契約に合意したと発表。背番号は9[60]。
- 11月21日 - 大学生と社会人を対象としたプロ野球ドラフト会議が開催[61]
- 11月22日
  - ロッテの辻俊哉とオリックスの早川大輔の交換トレードが両球団から発表された[62]。
  - 楽天が元横浜のケビン・ウィットの獲得を発表。背番号は42[62]。
- 11月26日 - 日本ハムがブラッド・トーマスと来季の契約を結ばないことを発表[63]。
- 11月30日 - 巨人がゲーリー・グローバーの退団を発表[64]。

### 12月
- 12月4日
  - プロ野球実行委員会は西武の二軍のチーム名をインボイスから「グッドウィル」に変更することを承認[1]
  - 巨人がFA宣言していた日本ハムの小笠原道大の入団を発表。背番号は2で、これを受けて小坂誠の背番号は2から6に変更[65]。
  - 横浜が前日本ハムの横山道哉の獲得を発表[66]。
- 12月9日 - 小久保裕紀のソフトバンクへのFA移籍に伴う人的補償として、巨人が吉武真太郎の獲得を発表[67]。
- 12月11日 - 巨人がFA宣言していた横浜の門倉健と契約に合意したと発表。背番号は27[68]。

## 競技結果

### ペナントレース
| 順位 | 球団                   | 勝 | 敗 | 分 | 勝率 | 差   |
| 1位  | 中日ドラゴンズ         | 87 | 54 | 5  | .617 | 優勝 |
| 2位  | 阪神タイガース         | 84 | 58 | 4  | .592 | 3.5  |
| 3位  | 東京ヤクルトスワローズ | 70 | 73 | 3  | .490 | 18.0 |
| 4位  | 読売ジャイアンツ       | 65 | 79 | 2  | .451 | 23.5 |
| 5位  | 広島東洋カープ         | 62 | 79 | 5  | .440 | 25.0 |
| 6位  | 横浜ベイスターズ       | 58 | 84 | 4  | .408 | 29.5 |

| 順位 | 球団                         | 勝 | 敗 | 分 | 勝率 | 差   |
| 1位  | 北海道日本ハムファイターズ   | 82 | 54 | 0  | .603 | 優勝 |
| 2位  | 西武ライオンズ               | 80 | 54 | 2  | .597 | 1.0  |
| 3位  | 福岡ソフトバンクホークス     | 75 | 56 | 5  | .573 | 4.5  |
| 4位  | 千葉ロッテマリーンズ         | 65 | 70 | 1  | .481 | 16.5 |
| 5位  | オリックス・バファローズ     | 52 | 81 | 3  | .391 | 28.5 |
| 6位  | 東北楽天ゴールデンイーグルス | 47 | 85 | 4  | .356 | 33.0 |

### 日本生命 セ・パ交流戦2006
| 順位 | 球団                         | 勝 | 敗 | 分 | 勝率 | 差   |
| 1位  | 千葉ロッテマリーンズ         | 23 | 13 | 0  | .639 | 優勝 |
| 2位  | 東京ヤクルトスワローズ       | 22 | 14 | 0  | .611 | 1.0  |
| 3位  | 阪神タイガース               | 21 | 15 | 0  | .583 | 2.0  |
| 4位  | 中日ドラゴンズ               | 20 | 15 | 1  | .571 | 2.5  |
| 5位  | 福岡ソフトバンクホークス     | 20 | 16 | 0  | .556 | 3.0  |
| 6位  | 西武ライオンズ               | 19 | 16 | 1  | .543 | 3.5  |
| 7位  | 北海道日本ハムファイターズ   | 17 | 19 | 0  | .472 | 6.0  |
| 8位  | 東北楽天ゴールデンイーグルス | 17 | 19 | 0  | .472 | 6.0  |
| 9位  | 広島東洋カープ               | 16 | 20 | 0  | .444 | 7.0  |
| 10位 | 横浜ベイスターズ             | 15 | 21 | 0  | .417 | 8.0  |
| 11位 | 読売ジャイアンツ             | 13 | 23 | 0  | .361 | 10.0 |
| 12位 | オリックス・バファローズ     | 12 | 24 | 0  | .333 | 11.0 |

- 同率の場合は前年の順位で上位のチームが上位にランクされる

### プレーオフ
| 日付                           | 試合  | ビジター球団（先攻）     | スコア | ホーム球団（後攻） | 開催球場              |
| 10月7日（土）                  | 第1戦 | 福岡ソフトバンクホークス | 0 - 1  | 西武ライオンズ     | インボイスSEIBUドーム |
| 10月8日（日）                  | 第2戦 | 福岡ソフトバンクホークス | 11 - 3 | 西武ライオンズ     | インボイスSEIBUドーム |
| 10月9日（月）                  | 第3戦 | 福岡ソフトバンクホークス | 6 - 1  | 西武ライオンズ     | インボイスSEIBUドーム |
| 勝者：福岡ソフトバンクホークス |       |                          |        |                    |                       |

| 日付                             | 試合           | ビジター球団（先攻）     | スコア | ホーム球団（後攻）         | 開催球場   |
| アドバンテージ                   | アドバンテージ | 福岡ソフトバンクホークス |        | 北海道日本ハムファイターズ |            |
| 10月11日（水）                   | 第1戦          | 福岡ソフトバンクホークス | 1 - 3  | 北海道日本ハムファイターズ | 札幌ドーム |
| 10月12日（木）                   | 第2戦          | 福岡ソフトバンクホークス | 0 - 1  | 北海道日本ハムファイターズ | 札幌ドーム |
| 勝者：北海道日本ハムファイターズ |                |                          |        |                            |            |

### 日本シリーズ
| 日付                                              | 試合   | ビジター球団（先攻）       | スコア | ホーム球団（後攻）         | 開催球場     |
| ------------------------------------------------- | ------ | -------------------------- | ------ | -------------------------- | ------------ |
| 10月21日（土）                                    | 第1戦  | 北海道日本ハムファイターズ | 2 - 4  | 中日ドラゴンズ             | ナゴヤドーム |
| 10月22日（日）                                    | 第2戦  | 北海道日本ハムファイターズ | 5 - 2  | 中日ドラゴンズ             | ナゴヤドーム |
| 10月23日（月）                                    | 移動日 | 移動日                     | 移動日 | 移動日                     | 移動日       |
| 10月24日（火）                                    | 第3戦  | 中日ドラゴンズ             | 1 - 6  | 北海道日本ハムファイターズ | 札幌ドーム   |
| 10月25日（水）                                    | 第4戦  | 中日ドラゴンズ             | 0 - 3  | 北海道日本ハムファイターズ | 札幌ドーム   |
| 10月26日（木）                                    | 第5戦  | 中日ドラゴンズ             | 1 - 4  | 北海道日本ハムファイターズ | 札幌ドーム   |
| 優勝：北海道日本ハムファイターズ（44年ぶり2回目） |        |                            |        |                            |              |

### 個人タイトル
|                  | セントラル・リーグ | セントラル・リーグ | セントラル・リーグ | パシフィック・リーグ            | パシフィック・リーグ | パシフィック・リーグ |
| ---------------- | ------------------ | ------------------ | ------------------ | ------------------------------- | -------------------- | -------------------- |
| 最優秀選手       | 福留孝介           | 中日               |                    | 小笠原道大                      | 日本ハム             |                      |
| 最優秀新人       | 梵英心             | 広島               |                    | 八木智哉                        | 日本ハム             |                      |
| 首位打者         | 福留孝介           | 中日               | .351               | 松中信彦                        | ソフトバンク         | .324                 |
| 本塁打王         | タイロン・ウッズ   | 中日               | 47本               | 小笠原道大                      | 日本ハム             | 32本                 |
| 打点王           | タイロン・ウッズ   | 中日               | 144点              | 小笠原道大 アレックス・カブレラ | 日本ハム 西武        | 100点                |
| 最多安打         | 青木宣親           | ヤクルト           | 192本              | 大村直之                        | ソフトバンク         | 165本                |
| 盗塁王           | 青木宣親           | ヤクルト           | 41個               | 西岡剛                          | ロッテ               | 33個                 |
| 最高出塁率       | 福留孝介           | 中日               | .438               | 松中信彦                        | ソフトバンク         | .453                 |
| 最優秀防御率     | 黒田博樹           | 広島               | 1.85               | 斉藤和巳                        | ソフトバンク         | 1.75                 |
| 最多勝利         | 川上憲伸           | 中日               | 17勝               | 斉藤和巳                        | ソフトバンク         | 18勝                 |
| 最多奪三振       | 川上憲伸 井川慶    | 中日 阪神          | 194個              | 斉藤和巳                        | ソフトバンク         | 205個                |
| 最高勝率         | 川上憲伸           | 中日               | .708               | 斉藤和巳                        | ソフトバンク         | .783                 |
| 最多セーブ投手   | 岩瀬仁紀           | 中日               | 40S                | MICHEAL                         | 日本ハム             | 39S                  |
| 最優秀中継ぎ投手 | 藤川球児 加藤武治  | 阪神 横浜          | 35HP               | 武田久                          | 日本ハム             | 45HP                 |

### 表彰選手

#### ベストナイン
|          | セントラル・リーグ | セントラル・リーグ | パシフィック・リーグ     | パシフィック・リーグ |
| -------- | ------------------ | ------------------ | ------------------------ | -------------------- |
| 投手     | 川上憲伸           | 中日               | 斉藤和巳                 | ソフトバンク         |
| 捕手     | 矢野輝弘           | 阪神               | 里崎智也                 | ロッテ               |
| 一塁手   | タイロン・ウッズ   | 中日               | 小笠原道大               | 日本ハム             |
| 二塁手   | 荒木雅博           | 中日               | 田中賢介                 | 日本ハム             |
| 三塁手   | 岩村明憲           | ヤクルト           | ホセ・フェルナンデス     | 楽天                 |
| 遊撃手   | 井端弘和           | 中日               | 川﨑宗則                 | ソフトバンク         |
| 外野手   | 福留孝介           | 中日               | 稲葉篤紀                 | 日本ハム             |
| 外野手   | 金本知憲           | 阪神               | 松中信彦                 | ソフトバンク         |
| 外野手   | 青木宣親           | ヤクルト           | 和田一浩                 | 西武                 |
| 指名打者 |                    |                    | フェルナンド・セギノール | 日本ハム             |

#### ゴールデングラブ賞
|        | セントラル・リーグ | セントラル・リーグ | パシフィック・リーグ | パシフィック・リーグ |
| ------ | ------------------ | ------------------ | -------------------- | -------------------- |
| 投手   | 川上憲伸           | 中日               | 松坂大輔             | 西武                 |
| 捕手   | 谷繁元信           | 中日               | 里崎智也             | ロッテ               |
| 一塁手 | アンディ・シーツ   | 阪神               | 小笠原道大           | 日本ハム             |
| 二塁手 | 荒木雅博           | 中日               | 田中賢介             | 日本ハム             |
| 三塁手 | 岩村明憲           | ヤクルト           | 今江敏晃             | ロッテ               |
| 遊撃手 | 井端弘和           | 中日               | 川﨑宗則             | ソフトバンク         |
| 外野手 | 福留孝介           | 中日               | 森本稀哲             | 日本ハム             |
| 外野手 | 青木宣親           | ヤクルト           | SHINJO               | 日本ハム             |
| 外野手 | 赤星憲広           | 阪神               | 稲葉篤紀             | 日本ハム             |

### ファーム

#### ファーム日本選手権
9月30日・山形県野球場
- 阪神　6－0　ロッテ （阪神は3年ぶり4回目のファーム日本一）
- MVP
  - 中村泰広投手（阪神）

#### ペナントレース
|      | イースタン・リーグ（3月25日 - 9月30日） | イースタン・リーグ（3月25日 - 9月30日） | イースタン・リーグ（3月25日 - 9月30日） | イースタン・リーグ（3月25日 - 9月30日） | イースタン・リーグ（3月25日 - 9月30日） | イースタン・リーグ（3月25日 - 9月30日） | ウエスタン・リーグ（3月25日 - 10月1日） | ウエスタン・リーグ（3月25日 - 10月1日） | ウエスタン・リーグ（3月25日 - 10月1日） | ウエスタン・リーグ（3月25日 - 10月1日） | ウエスタン・リーグ（3月25日 - 10月1日） | ウエスタン・リーグ（3月25日 - 10月1日） |
| 順位 | 球団                                    | 勝利                                    | 敗戦                                    | 引分                                    | 勝率                                    | ゲーム差                                | 球団                                    | 勝利                                    | 敗戦                                    | 引分                                    | 勝率                                    | ゲーム差                                |
| ---- | --------------------------------------- | --------------------------------------- | --------------------------------------- | --------------------------------------- | --------------------------------------- | --------------------------------------- | --------------------------------------- | --------------------------------------- | --------------------------------------- | --------------------------------------- | --------------------------------------- | --------------------------------------- |
| 優勝 | ロッテ                                  | 53                                      | 40                                      | 3                                       | .570                                    | -                                       | 阪神                                    | 47                                      | 29                                      | 12                                      | .618                                    | -                                       |
| 2位  | ヤクルト                                | 48                                      | 43                                      | 5                                       | .5274                                   | 4.0                                     | サーパス                                | 42                                      | 38                                      | 8                                       | .525                                    | 7.0                                     |
| 3位  | 巨人                                    | 49                                      | 44                                      | 3                                       | .5269                                   | 4.0                                     | ソフトバンク                            | 37                                      | 41                                      | 10                                      | .474                                    | 11.0                                    |
| 4位  | 楽天                                    | 45                                      | 44                                      | 7                                       | .506                                    | 6.0                                     | 中日                                    | 34                                      | 40                                      | 14                                      | .459                                    | 12.0                                    |
| 5位  | 湘南                                    | 48                                      | 48                                      | 0                                       | .500                                    | 6.5                                     | 広島                                    | 33                                      | 46                                      | 9                                       | .418                                    | 15.5                                    |
| 6位  | インボイス                              | 44                                      | 46                                      | 6                                       | .489                                    | 7.5                                     |                                         |                                         |                                         |                                         |                                         |                                         |
| 7位  | 日本ハム                                | 36                                      | 57                                      | 3                                       | .389                                    | 17.0                                    |                                         |                                         |                                         |                                         |                                         |                                         |

#### 個人タイトル
|                | イースタン・リーグ | イースタン・リーグ | イースタン・リーグ | ウエスタン・リーグ | ウエスタン・リーグ | ウエスタン・リーグ |
| -------------- | ------------------ | ------------------ | ------------------ | ------------------ | ------------------ | ------------------ |
| 首位打者       | 根元俊一           | ロッテ             | .343               | 狩野恵輔           | 阪神               | .348               |
| 本塁打王       | 山下勝充 竹原直隆  | 楽天 ロッテ        | 13本               | 喜田剛             | 阪神               | 14本               |
| 打点王         | 竹原直隆           | ロッテ             | 66点               | 喜田剛             | 阪神               | 56点               |
| 最多安打       | 畠山和洋           | ヤクルト           | 101本              | 喜田剛             | 阪神               | 84本               |
| 盗塁王         | 野中信吾           | 湘南               | 32個               | 天谷宗一郎         | 広島               | 24個               |
| 最多勝利       | 古谷拓哉           | ロッテ             | 10勝               | 筒井和也           | 阪神               | 9勝                |
| 最優秀防御率   | 古谷拓哉           | ロッテ             | 2.51               | 岸田護             | サーパス           | 1.80               |
| 最多奪三振     | 古谷拓哉           | ロッテ             | 111個              | 髙橋秀聡           | ソフトバンク       | 96個               |
| 最高勝率       | 木興拓哉           | ロッテ             | .727               | 中村泰広           | 阪神               | .625               |
| 最多セーブ投手 | 酒井順也           | 巨人               | 14S                | 遠藤政隆           | 中日               | 14S                |

#### フレッシュオールスターゲーム
7月20日・東京ドーム
- セ・リーグ選抜　8－4　パ・リーグ選抜
- MVP
  - 飯原誉士外野手（ヤクルト）
- 優秀選手
  - 中村一生（中日）
  - 脇谷亮太（巨人）
  - 岡田貴弘（サーパス）
  - 松崎伸吾（楽天）